# 체어리프트 (밴드)
체어리프트(Chairlift)는 미국의 신스팝 듀오이다.

## 음반 목록
- Does You Inspire You (2008)
- Something (2012)
- Moth (2016)